# Ce ce o o

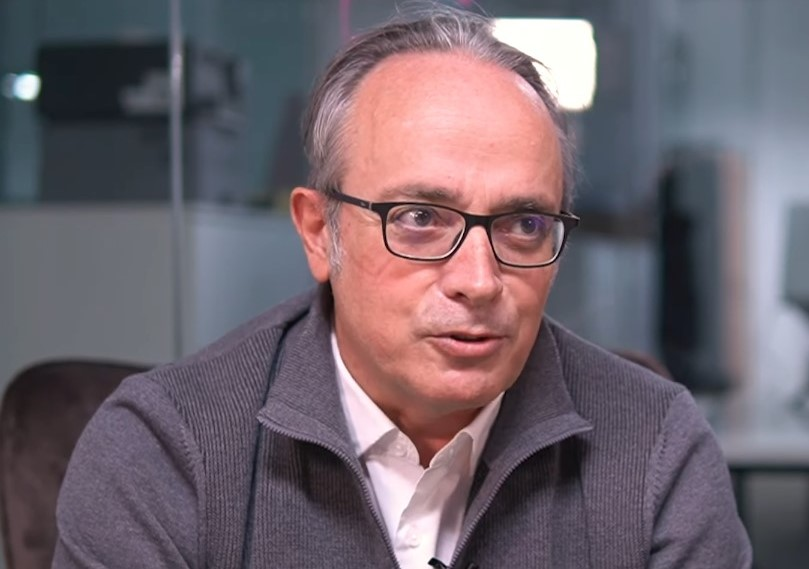
Alfredo Urdaci fue el director de informativos de TVE desde 2000 hasta 2004.

Ce ce o o fue la forma usada por el periodista español Alfredo Urdaci para referirse al sindicato Comisiones Obreras (CC. OO.) en la emisión de los programas informativos Telediario 1, Telediario 2 y La 2 noticias del día 16 de octubre de 2003, tras una demanda interpuesta por dicho sindicato a RTVE y TVE por «vulneración de los derechos fundamentales de huelga y libertad sindical», como consecuencia del tratamiento informativo que el ente usó para informar sobre la huelga general de España del 20 de junio de 2002. Tras la presentación y aprobación de la demanda, la Audiencia Nacional condenó a TVE a la lectura de la resolución en todos los informativos de un día. Urdaci se refirió al grupo sindical citando sus siglas de forma literal, cosa que levantó una gran polémica.

## Antecedentes
En 1998, Alfredo Urdaci, que anteriormente dirigía y presentaba el programa España a las ocho en Radio Nacional de España, dejó este puesto para comenzar a presentar el Telediario 2 de La Primera de Televisión Española, y dos años más tarde, en el año 2000, comenzó a administrar la dirección de informativos de la cadena pública. Durante su estancia en el puesto, aparte de la polémica levantada por el tratamiento informativo de la huelga, también fue criticado por posicionar los informativos del grupo a favor del Partido Popular (PP) en momentos como el desastre del Prestige o la Guerra de Irak.
Dos años después, más concretamente el 17 de abril de 2002, el Ministerio de Trabajo de España anunció por escrito una reforma que modificaba el acceso al subsidio de desempleo y a otras ayudas, que fue aprobada por Decreto ley por el gobierno de José María Aznar el 25 de mayo de 2002. Tras la aprobación de la medida, CC. OO. y UGT respondieron convocando una huelga general para el 20 de junio de 2002.

## Tratamiento informativo, condena y repercusión
Desde dos semanas antes de la huelga hasta el día de la misma, TVE realizó una cobertura en sus informativos que le valdría al año siguiente una denuncia por parte de CC. OO. con motivo de haber vulnerado «los derechos fundamentales de huelga y libertad sindical». En la demanda, presentada el 21 de marzo de 2003, CC. OO. asegura que el informativo presentado y dirigido por Urdaci «ocasionó un grave daño a la actividad de difusión, publicidad e información veraz y […] vulneró este derecho fundamental así como el de libertad sindical», citando la Audiencia Nacional por ello a TVE para juzgarla por posible manipulación informativa debido al tratamiento hecho sobre la huelga, siendo el primer juicio contra RTVE por algún caso de este tipo; el juicio quedó visto para sentencia, mientras el ente de radiodifusión se defendía afirmando que sus informativos «han sido siempre respetuosos con los principios de pluralidad, objetividad y veracidad».

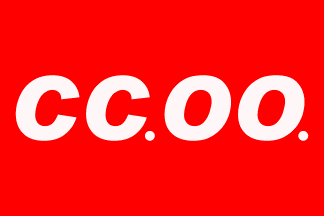
Logo de Comisiones Obreras, el sindicato demandante.

El 23 de julio de 2003 la Sala de lo Social de la Audiencia Nacional da a conocer el resultado del juicio, por el que condena a RTVE por «violación de los derechos fundamentales de huelga y libertad sindical», y la obligaba a emitir un comunicado durante un día en todos los informativos. CC. OO. calificó la sentencia como «histórica», mientras que miembros de partidos como el PSOE o IU pidieron el cese de Urdaci. Incluso medios extranjeros como el periódico francés Libération se hicieron eco de la noticia.
El 30 de septiembre de 2003, la Audiencia Nacional citó a las partes involucradas en el juicio para intentar efectuar un acuerdo de conciliación entre ambas, con el objetivo de dar a conocer el contenido de la sentencia. Ambas partes llegan a un acuerdo el 8 de octubre de 2003, cuando CC. OO. y RTVE anuncian que han redactado una aclaración pactada entre ambos grupos que sería emitida durante los informativos de la cadena durante el siguiente 16 de octubre.

### Lectura de la sentencia
El día acordado, 16 de octubre, en el final del Telediario 1, Alfredo Urdaci pasó a leer por primera vez la sentencia acordada:

La Sala de lo Social de la Audiencia Nacional ha estimado favorablemente la demanda interpuesta por el sindicato CC.OO. contra Radiotelevisión Española y Televisión Española S.A., por vulneración de los derechos fundamentales de huelga y libertad sindical como consecuencia del tratamiento informativo ofrecido durante la pasada huelga del 20 de junio de 2002. [Imágenes de la Audiencia Nacional]. La sentencia, que no es firme, obliga a Televisión Española a emitir, durante un día, una información completa del fallo en todos sus Telediarios. Radio Televisión Española y Televisión Española S.A., han recurrido esta sentencia ante la Sala de lo Social del Tribunal Supremo
Alfredo Urdaci, 16 de octubre de 2003

A pesar de que la sentencia se leyó con parcial corrección, Urdaci levantó polémica por haber leído del nombre del sindicato demandante como «Ce ce o o», cuando la lectura de siglas en televisión es un hecho muy inusual, actuación calificada como «insulto» por Jesús Caldera, por aquel entonces portavoz socialista en el Congreso. El PSOE consideró «un pitorreo» que Urdaci siguiera dirigiendo los servicios informativos del grupo. Tras poner de manifiesto el comunicado, el sindicato pidió a la Audiencia que TVE volviera a retransmitir la sentencia, ya que consideraba la lectura una «falta de respeto». El sindicato intentó en dos ocasiones que Urdaci volviera a leer el escrito, pero sus quejas fueron desestimadas. Objeto de polémica fue también la forma en la que se emitió la noticia, sobre un fondo negro, en contraste con el azul habitual, la velocidad a la que Urdaci leía el boletín, su situación, tras la sintonía de cierre del informativo y el hecho de haber omitido la palabra «general» que acompañaba a «huelga». Además, la audiencia del Telediario 2 aumentó en 250.000 espectadores al momento de la lectura. La lectura de la sentencia fue objeto de mofa de diversos programas de humor, que realizaron sketches parodiando la actuación de Urdaci. Asimismo, la sentencia no fue leída en directo, sino que fue pregrabada, ya que Urdaci se encontraba en Roma realizando un seguimiento sobre el papa Juan Pablo II. CC. OO. calificó la lectura como «patética» e «infantil pataleta».

## Destitución y remodelación de la directiva
El 22 de abril de 2004, tras la victoria del PSOE en las elecciones generales del 2004, Alfredo Urdaci fue destituido de su puesto como director de informativos de TVE mediante una carta enviada por el director de TVE y el de RTVE,  un día antes del nombramiento de Carmen Caffarel como directora general del ente público, quien en su primer día decidió retirar el recurso que ante la Audiencia había presentado RTVE contra el fallo sobre el caso del tratamiento de la huelga general. Posteriormente, Caffarel nombraría en sustitución de Urdaci a Fran Llorente como director de informativos de TVE y a Pedro Piqueras como director de RNE.